# 印度尼西亞駐日本大使館
印尼駐日大使館，亦称印尼共和國駐東京大使館，是印度尼西亚駐日本的外交代表机构，同時也是駐密克羅尼西亞聯邦的外交代表机构。大使館位於東京新宿四谷4-4-1。印尼在大阪還有一個總領事館，在福岡和札幌有兩個名譽領事館。